# Церковь Божьего Тела (Дворец)
Церковь Божьего Тела (бел. Касцёл Божага Цела) — католический храм в агрогородке Дворец, Гродненская область, Белоруссия. Относится к Дятловскому деканату Гродненского диоцеза. Памятник архитектуры в стиле необарокко, построен в 1904 году. Включён в Государственный список историко-культурных ценностей Республики Беларусь.
В некоторых источниках называется храмом св. Антония Падуанского, однако большинство источников, включая официальный сайт Католической церкви в Белоруссии приводит название «Храм Божьего Тела».

## История

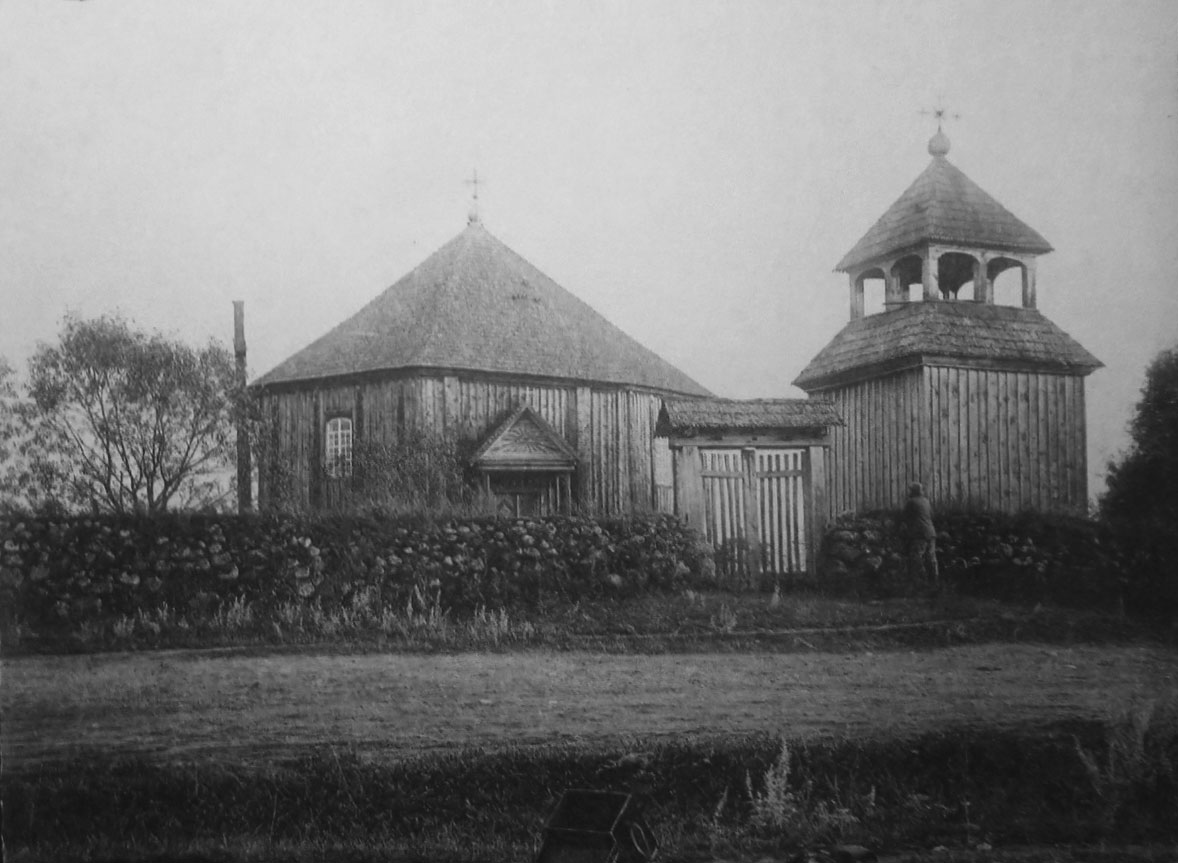
Старый деревянный костёл (не сохр.)

Первое письменное упоминание о Дворце датируется началом XV века. C 1451 года имением владели несколько поколений рода Кезгайл (Кезгайловичей). В 1516 году здесь был образован католический приход, в то же время на средства тогдашнего владельца Николая Кезгайлы здесь был построен деревянный костёл Божьего Тела. В XVII веке в этом храме находилась чудотворная икона Божией Матери.
В 1904 году на месте старого деревянного построен новый каменный католический храм Божьего Тела в необарочном стиле. Храм освящён в 1905 году. После Второй мировой войны закрыт, в здании разместилась конюшня. Возвращён Католической церкви в 1989 году, отреставрирован и повторно освящён в 1990 году.

## Архитектура
Храм Божьего Тела — памятник архитектуры в стиле необарокко с некоторыми элементами неоренессанса (арочные окна в башнях, главный вход с арочным проёмом в рустованном обрамлении).
Здание храма представляет собой двухбашенную трёхнефную базилику. Центральный неф накрыт двускатной крышей, боковые нефы — односкатными крышами. Главный фасад богато декорирован, по бокам расположены башни с фигурными куполами. Все элементы декора выполнены кирпичной кладкой без штукатурки. Внутреннее пространство разделено на нефы, перекрытия сводчатые.

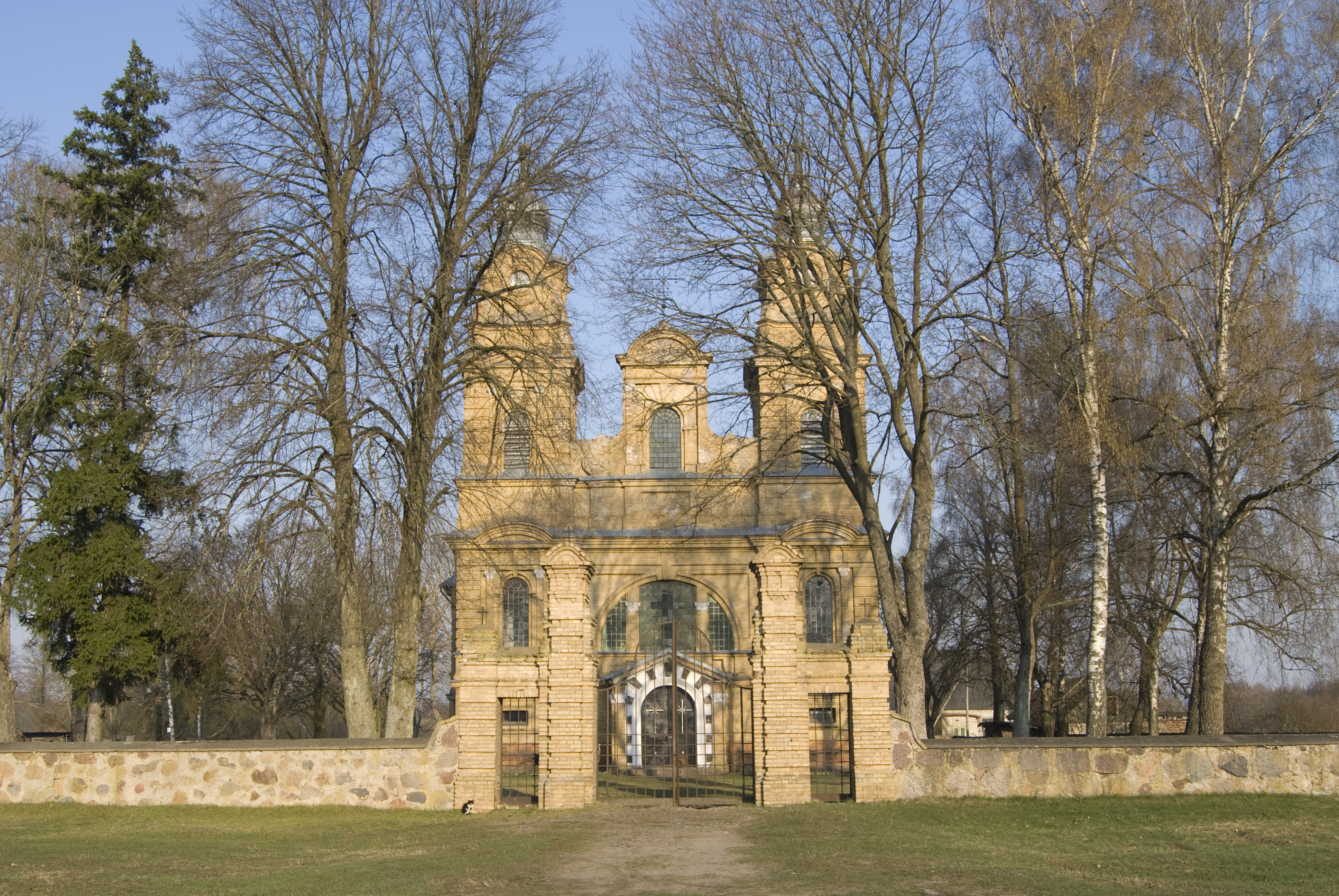
Вид на храм с оградой и брамой

Территория храма окружена оградой с кирпичной брамой (воротами).